# Лившиц, Мордух Носонович
Мордух Носонович Ли́вшиц (17 апреля 1918, Речица — 7 марта 1997, Минск) — советский архитектор. Заслуженный архитектор Белорусской ССР (1969).

## Биография
В 1941 окончил Ленинградский инженерно-строительный институт. С 1946 работал в проектных институтах Минска : Белсельпроекте, Военпроекте, с 1955 по 1978 — главным архитектором Белгоспроекта, Белкоммунпроекта и Белжилпроекта, с 1979 по 1982 — главный специалист по архитектуре в Белгипроторге. Основное направление — архитектура жилых и общественных строений.

### Проекты и постройки
- Памятник-танк у Дома офицеров (1952)
- Жилые дома по улице Я.Колоса (1951)
- Жилые дома по улице Красной (1953)
- Жилые дома по улице Коммунистической (1954)
- Жилые дома по Ленинскому проспекту (1956)
- Административное здание Минпромстроя БССР (1973)
- Административное здание Минспецмонтажстроя БССР по улице Мясникова (1974)
- Ряд министерств по улице Советской (1975)
- Административное здание института Белжилпроекта (1981)
- Планировка жилых кварталов на Ленинском проспекте, по улице Красной, Я.Колоса (1950-е года)
- Проект реконструкции исторического центра Гродно (1971, руководитель авторского коллектива)
- Планировка центральной площади в Борисове (1960)